# Сан Педро де ла Паз
Сан Педро де ла Паз (шп. San Pedro de la Paz) је град у Чилеу. Површина општине износи 112,5 km². У самом граду је према процјени из 2002. године живјело 80.447 становника. Просјечна густина становништва износи 715,1 становника/km².

## Демографија
| 2002.  |
| ------ |
| 80,159 |